# Heikki Korpela
Heikki Korpela (* 4. September 1990) ist ein finnischer Skilangläufer.

## Werdegang
Korpela, der für den Pyhäjärven Pohti startet, lief im Januar 2009 in Keuruu sein erstes Rennen im Scandinavian-Cup und belegte dabei den 73. Platz im Sprint. Bei den Nordischen Junioren-Skiweltmeisterschaften 2009 in Praz de Lys Sommand errang er den 58. Platz im Skiathlon und den siebten Platz mit der Staffel. Zu Beginn de Saison 2013/14 holte er bei der Winter-Universiade 2013 in Lago di Tesero im Sprint und mit der Staffel jeweils die Bronzemedaille. Im Februar 2014 erreichte er in Madona mit dem achten Platz im Sprint seine erste und bisher einzige Top-Zehn-Platzierung im Scandinavian-Cup. Im folgenden Monat debütierte er in Lahti im Skilanglauf-Weltcup und kam dabei auf den 59. Platz im Sprint. Seine ersten Weltcuppunkte holte er im Februar 2017 in Otepää mit dem 29. Platz im Sprint.